# 岳銀瓶

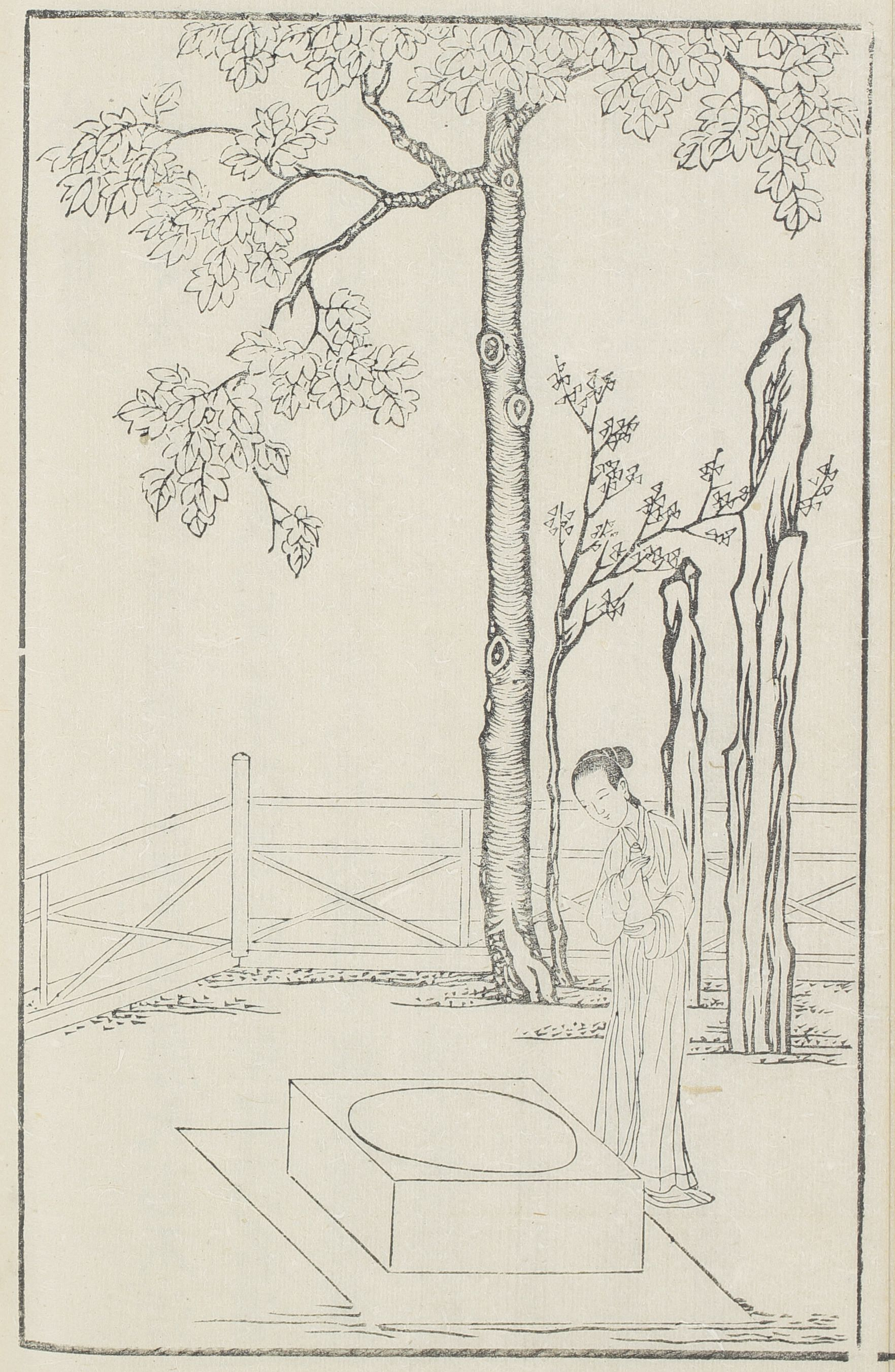
明《女範編》 銀瓶烈女

岳銀瓶，一說其本名為岳孝娥，相傳是南宋名將岳飛次女。

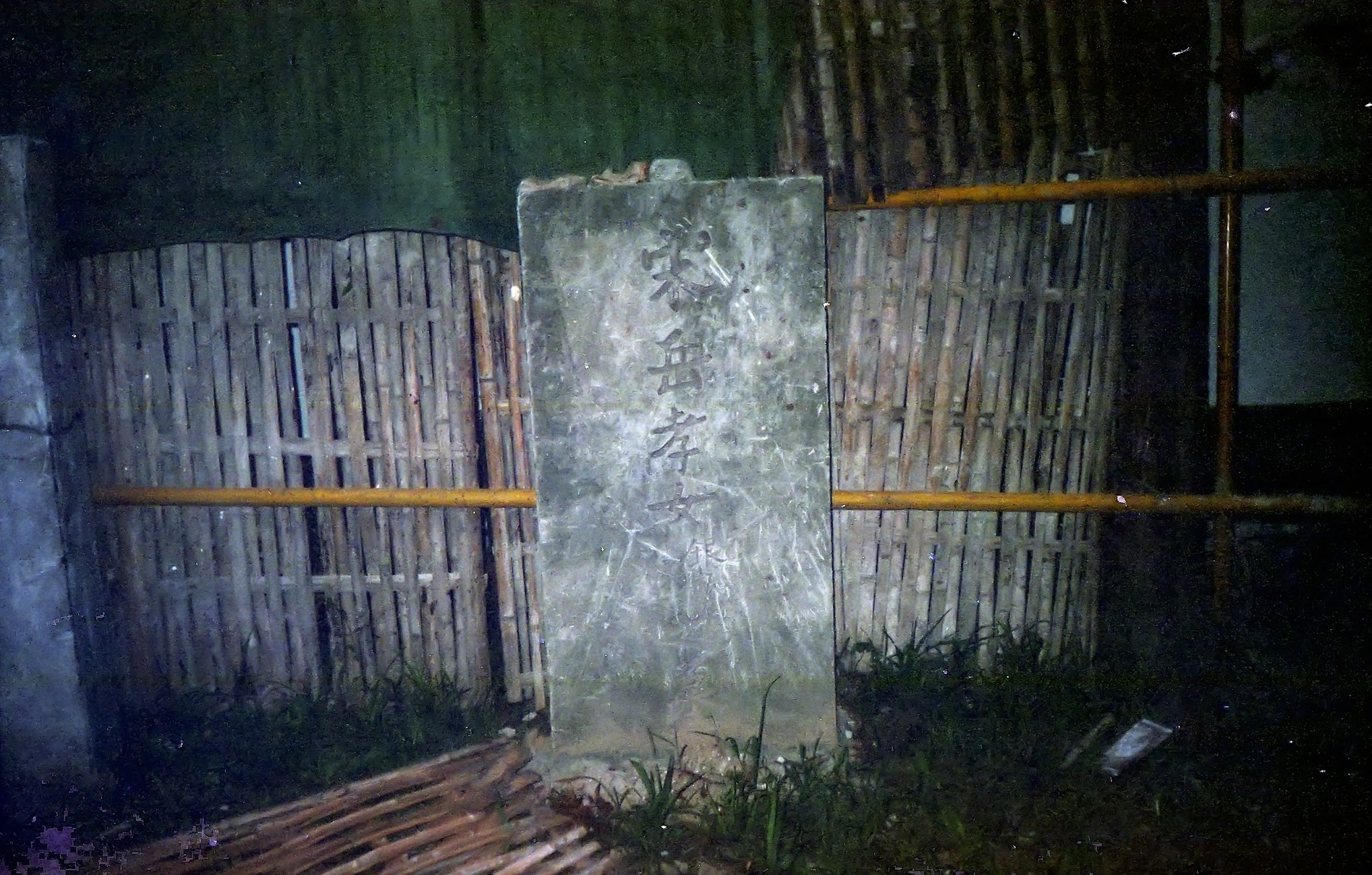
杭州岳孝女銀瓶之墓

岳銀瓶之名不見於《宋史‧岳飛傳》。清代《說岳全傳》提及岳飛次女聞父兄冤死，欲為他們鳴冤不果，抱銀瓶投井而死，終年13歲，世稱為「銀瓶小姐」。除《說岳全傳》外，其事跡在南宋詞人周密《癸辛雜識》和清代以來的杭州地方志均有記載。清末學者俞樾亦有一篇述及岳銀瓶事跡的文章《銀瓶徵》。
又據黃梅《岳氏宗譜》、《岳飛史跡考》記載，宋孝宗景定二年（1261年）岳銀瓶被敕封為「至一正烈節女，清源妙行，仙宮通靈顯聖銀瓶娘子」。元世祖至元十三年（1276年）朝廷在西湖書院西廄設銀瓶像，俗稱「銀瓶娘子廟」。另外在岳飛故居東南方，有一井名「孝娥井」，紀念岳銀瓶為父殉難的孝行；河南湯陰岳王廟側亦有一座「孝娥祠」。
2004年杭州市政府於西湖錢塘門重建風波亭時，亦在亭旁重立紀念岳銀瓶的「孝女井」。

## 後世作品
《說岳全傳》提及岳銀瓶死後，其鬼魂指引兄弟逃難。潮劇有劇目《銀瓶公主》、《岳銀瓶》，其中《岳銀瓶》將岳銀瓶描寫成繼承父志、拋開家仇的巾幗女將。香港電視劇《我和殭屍有個約會III》中則描述岳銀瓶隨父出征。